# Conférence de Puebla
La troisième Conférence générale de l'épiscopat latino-américain, dite Conférence de Puebla, est la troisième session du Conseil épiscopal latino-américain, qui a lieu du 27 janvier au 13 février 1979 dans la ville mexicaine de Puebla, plus précisément au séminaire Palafoxiano.
Une des particularités de cette conférence est la présence durant deux jours du pape Jean-Paul II, qui réalise alors son premier voyage en Amérique latine.

## Contexte
La conférence de Puebla est la troisième session du Conseil épiscopal latino-américain, après les conférences de Rio de Janeiro en 1955 et de Medellín en 1968. Elle est suivie par celle de Saint-Domingue en 1990 et Aparecida en 2007.

## Thématiques abordées
La conférence de Puebla aborde des thèmes tels que les droits de l'homme, les problèmes sociaux, économiques et politiques, ainsi que la réalité d'un continent démographiquement très jeune. Le thème retenu est « L'évangélisation dans le présent et l'avenir de l'Amérique latine ».
Deux sensibilités sont présentes : l'une veut poursuivre dans la continuité réformatrice de la conférence de Medellín, l'autre a une vision plus conservatrice de la mission et de l'identité de l'Église.

## Présence du pape
Le nouveau pape Jean-Paul II, élu moins de cinq mois auparavant, est présent les 27 et 28 janvier 1979. Il prononce le dimanche 28 un discours très remarqué par les évêques, où il fait notamment référence à l'hypothèque sociale qui grève toute propriété privée. Il encourage les évêques à repartir de la base posée à Medellín, qu'il juge positive, tout en mettant ses auditeurs en garde contre les « interprétations erronées qui sont parfois faites et qui nécessitent un discernement serein, une critique opportune et des positions claires ».

## Décisions prises
Les conclusions des débats des évêques sont réunies dans un texte nommé par la suite Document de Puebla. Jean-Paul II, dans sa lettre du 23 mars 1979, estime que « ce document, fruit d'une prière assidue, d'une réflexion profonde et d'un zèle apostolique intense, offre un ensemble dense d'orientations pastorales et doctrinales sur des questions de la plus haute importance ».

### Prises de position dans le domaine économique
L'option préférentielle pour les pauvres est un principe déjà posé lors de la précédente conférence de Medellín. Elle est confirmée en 1979, avec une dénonciation claire de la pauvreté, qui « entrave les possibilités d'épanouissement [des enfants] en raison de déficiences mentales et corporelles irréparables », qui empêche les jeunes de trouver « leur place dans la société ; frustrés, surtout dans les zones rurales et urbaines marginales, par le manque de possibilités de formation et d'occupation ». Parallèlement, le choix des pauvres se justifie notamment car ce sont eux qui font croître l'Église. Cette option pour les pauvres reflète la préoccupation du pape, mais surtout l'investissement du cardinal Aloísio Lorscheider, qui a beaucoup œuvré à préparer cette conférence.
Globalement, même si certains pays commencent à récolter les fruits économiques du deuxième choc pétrolier, notamment le Mexique (en) et surtout le Venezuela (en), la situation économique globale du continent est jugée mauvaise.

### Prises de position dans le domaine politique
Par ailleurs, dans une période où l'Amérique latine connaît dans de nombreux pays des régimes autoritaires voire dictatoriaux — en Argentine, au Brésil, au Chili, au Paraguay et en Uruguay — la Conférence condamne catégoriquement la « doctrine de sécurité nationale », même dans le cas où elle s'appuie explicitement sur des « valeurs occidentales et chrétiennes ».
La conférence de Puebla correspond dans la théologie de Jean-Paul II à sa première mention du terme « structures de péché ». À cette occasion, le pape applique cette notion aux déséquilibres sociaux majeurs qui affectent l’Amérique du Sud : corruption, trafic d’armes, marginalisation économique d’une partie de la population. De manière plus large, il cible deux types d'organisations constituant de son point de vue des structures de péché : le capitalisme libéral et le marxisme collectiviste.

### Prises de position dans le domaine social et religieux
Les communautés ecclésiales de base encouragées en 1968 sont jugées de manière extrêmement positives onze ans plus tard, et vivement encouragées, même si l'orientation de certaines communautés vers des positions plus politiques qu'ecclésiales suscite la méfiance et justifie une demande de discernement de la part des évêques.

## Conséquences
La conférence de Puebla est relue quarante ans plus tard, en 2019, par le pape François, qui la juge positivement et estime qu'elle a posé les bases de la conférence d'Aparecida en 2007.